# Alexander Wittek
Alexander Wittek (Sisak, 12 ottobre 1852 – Graz, 11 maggio 1894) è stato un architetto e scacchista austro-ungarico.

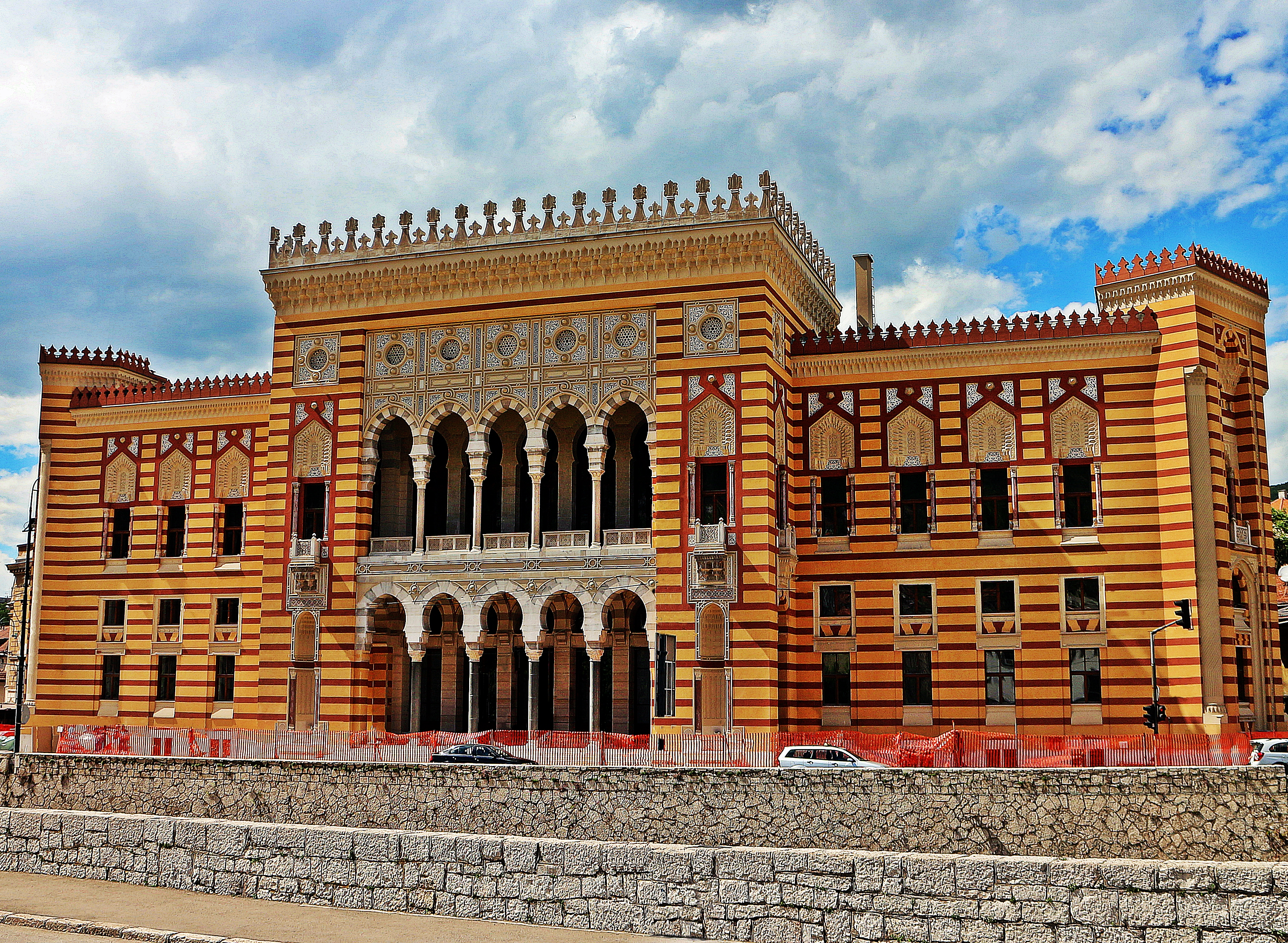
Biblioteca nazionale ed universitaria di Bosnia ed Erzegovina (1891-1896)

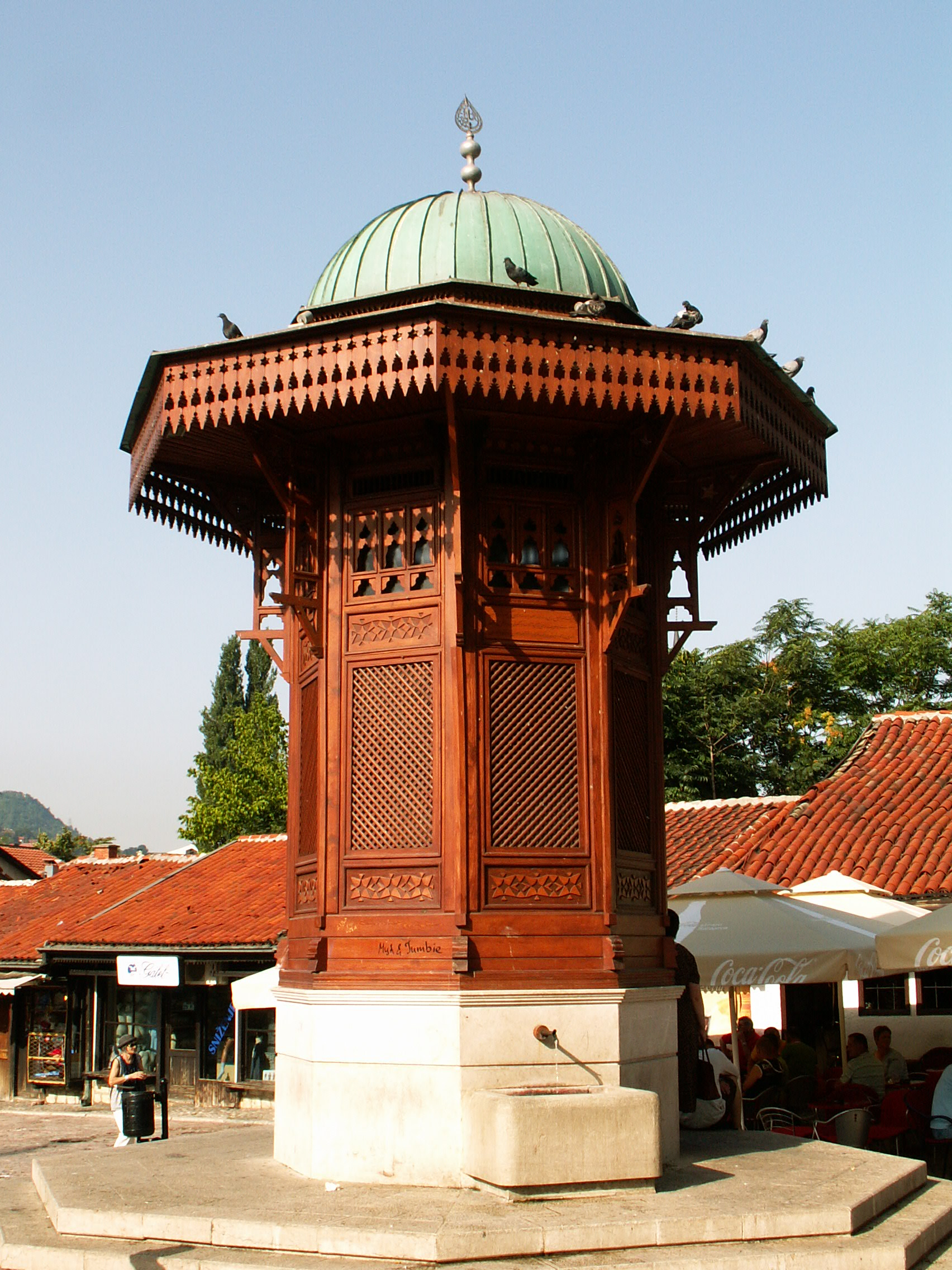
Fontana Sebilj (1891)

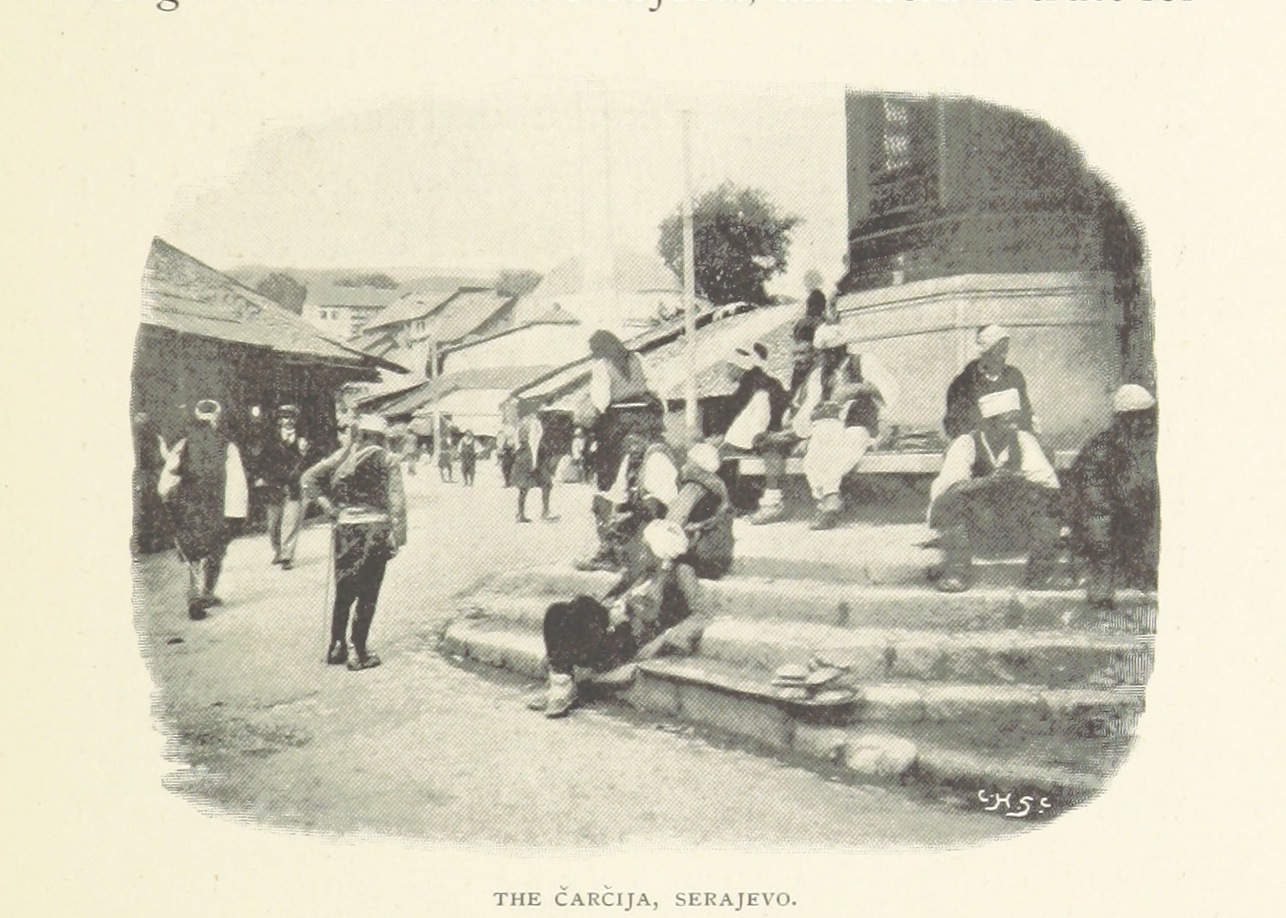
Fontana Sebilj nel 1897

Come architetto Wittek ha lavorato in Bosnia ed Erzegovina durante il periodo austro-ungarico. Le sue opere più famose a Sarajevo sono l'edificio del Municipio, detto "Vijećnica" (1892-1894), che in seguito divenne la Biblioteca Nazionale, e la fontana pubblica Sebilj (1891), oggi simbolo di Sarajevo, entrambe costruite in stile neo-moresco.
Wittek era anche un maestro di scacchi. Ottenne il 5º-6º posto a Berlino nel 1881 (2º Congresso DSB, vinto da Joseph Henry Blackburne), e il 9º posto nel torneo di Vienna 1882 (vinto alla pari da Wilhelm Steinitz e Simon Winawer). 
Wittek morì in un ospedale psichiatrico di Graz nel 1894, dopo che gli era stato diagnosticato un "disturbo mentale paralizzante" l'anno precedente. Una fonte cita la morte per suicidio, mentre un'altra menziona come causa la tubercolosi.